# کاشف (موسیقی‌دان)
کاشف (انگلیسی: Kashif؛ زادهٔ ۱۹۵۹ (۶۵–۶۶ سال)) یک موسیقی‌دان اهل ایالات متحده آمریکا است.